# Albert Hoffa
Pour les articles homonymes, voir Hoffa.
Albert Hoffa (né le 31 mars 1859 à Richmond dans la province du Cap (en Afrique du Sud) et mort le 31 décembre 1907 à Cologne, en province de Rhénanie) est un chirurgien orthopédique prussien.

## Biographie

### Études
Albert Hoffa fait ses études de médecine dans les universités de Marbourg et de Fribourg, et obtient son doctorat avec une thèse sur la néphrite causée par le saturnisme (ou intoxication au plomb). En 1879, il devient membre du Corps Hasso-Nassovia. Il commence sa carrière comme assistant clinique à Fribourg et à Wurtzbourg. En 1886, il ouvre une clinique privée d'orthopédie, physiothérapie et massage à Wurtzbourg, où il joint l'université de la ville en tant que professeur associé de 1895 à 1902. En 1901, il succède à Julius Wolff à la polyclinique orthopédique du département d'orthopédie de l'université Humboldt de Berlin.

## Contributions
Albert Hoffa est reconnu pour la création d'une technique chirurgicale pour la luxation congénitale de la hanche en 1890, ainsi que pour le développement d'un type de thérapie par massage (système de Hoffa),.
Son nom est aussi donné à un coussinet graisseux du genou appelé « coussinet adipeux de Hoffa » ou « graisse de Hoffa ». Une inflammation de ce coussinet graisseux est appelée « maladie de Hoffa », « syndrome de Hoffa-Kastert » ou « hoffite ». La maladie de Hoffa se caractérise par une douleur à l'avant du genou, en dessus de la rotule.

## Publications et associations
En 1892, il fonde la revue Zeitschrift für Chirurgie Orthopädische. En 1901, il contribue à la fondation de la Deutsche Gesellschaft für Orthopädie und Orthopädische Chirurgie (société allemande d'orthopédie et de chirurgie orthopédique).

## Livres sélectionnés
- Lehrbuch der Fracturen und für Luxationen Ärzte und Studierende (Manuel sur les fractures et luxations des médecins et étudiants) (1888)
- Lehrbuch der orthopädischen Chirurgie (Manuel de chirurgie orthopédique) (1891)
- Der Technik Masajista (Techniques du massage) (1893)
- Atlas und der Grundriss Verbandlehre (Atlas et schéma de l'association des enseignants) (1897)
- Die Orthopädische Literatur (Littérature orthopédique) (1905)[8]